# Pooley Bridge
Pooley Bridge is een dorp in het bestuurlijke gebied Eden, in het Engelse graafschap Cumbria. Het dorp dankt zijn naam aan de zestiende-eeuwse brug over de Eamont. Deze ontspringt bij Pooley Bridge uit het Ullswater-meer, onderdeel van het Engelse Lake District. De brug is eind 2015 weggespoeld en 'tijdelijk' vervangen door een ijzeren vakwerkbrug. 
De "Ullswater Steamers" onderhouden een veerdienst over het meer en verbinden Pooley Bridge met andere dorpen aan het water. Vanwege de ligging is het dorp populair bij toeristen.